# Оту
Оту (фр. Authou) насеље је и општина у северној Француској у региону Горња Нормандија, у департману Ер која припада префектури Andelys.
По подацима из 2011. године у општини је живело 343 становника, а густина насељености је износила 115,88 становника/km². Општина се простире на површини од 2,96 km². Налази се на средњој надморској висини од 45 метара (максималној 120 m, а минималној 43 m).

## Демографија
| 1962. | 1968. | 1975. | 1982. | 1990. | 1999. | 2011. |
| ----- | ----- | ----- | ----- | ----- | ----- | ----- |
| 343   | 362   | 334   | 283   | 306   | 321   | 343   |

График промене броја становника у току последњих година